# Andreas Athanasiou
Andreas Athanasiou (* 6. August 1994 in London, Ontario) ist ein kanadischer Eishockeyspieler, der seit Juli 2022 bei den Chicago Blackhawks in der National Hockey League unter Vertrag steht. Zuvor verbrachte der Flügelstürmer sechs Jahre in der Organisation der Detroit Red Wings und spielte zudem für die Edmonton Oilers und Los Angeles Kings.

## Karriere

### Jugend
Andreas Athanasiou, der griechische Wurzeln hat, wurde in London geboren und wuchs in Woodbridge, Ontario auf. In seiner Jugend spielte der Angreifer unter anderem für die Toronto Titans, bis er in der Priority Selection 2010 der Ontario Hockey League (OHL) an 81. Position von den London Knights ausgewählt wurde. Somit war Athanasiou mit Beginn der Saison 2010/11 in der OHL aktiv, wobei er in seiner Rookie-Saison auf jeweils elf Tore und Vorlagen kam und über den Jahreswechsel an der World U-17 Hockey Challenge 2011 teilnahm, bei der er mit dem Team Canada Ontario die Goldmedaille gewann. Zudem wurde er ins Second All-Rookie Team der OHL gewählt und nahm im August 2011 am Ivan Hlinka Memorial Tournament 2011 teil, wo er mit der Mannschaft ebenfalls die Goldmedaille errang. 2012 nahm Athanasiou am CHL Top Prospects Game teil und gewann mit den Knights die Meisterschaft der OHL, den J. Ross Robertson Cup. Damit gleichbedeutend war die Teilnahme am Memorial Cup 2012, bei dem das Team im Finale jedoch an den Gastgebern aus Shawinigan scheiterte.
Nach der Spielzeit wurde der Angreifer im NHL Entry Draft 2012 an 110. Position von den Detroit Red Wings ausgewählt. In der folgenden Off-Season gaben ihn die London Knights an die Barrie Colts ab und erhielten im Gegenzug drei Wahlrechte für die OHL Priority Selection. In der folgenden Spielzeit erreichte der Angreifer mit den Colts erneut das Finale um den J. Ross Robertson Cup, unterlag dort allerdings seinem alten Team, den London Knights. In seinem vierten und letzten OHL-Jahr gelangen Athanasiou 95 Scorerpunkte in 66 Spielen, womit er bester Scorer seiner Mannschaft wurde und Platz fünf der OHL-Scorerliste belegte.

### Detroit Red Wings

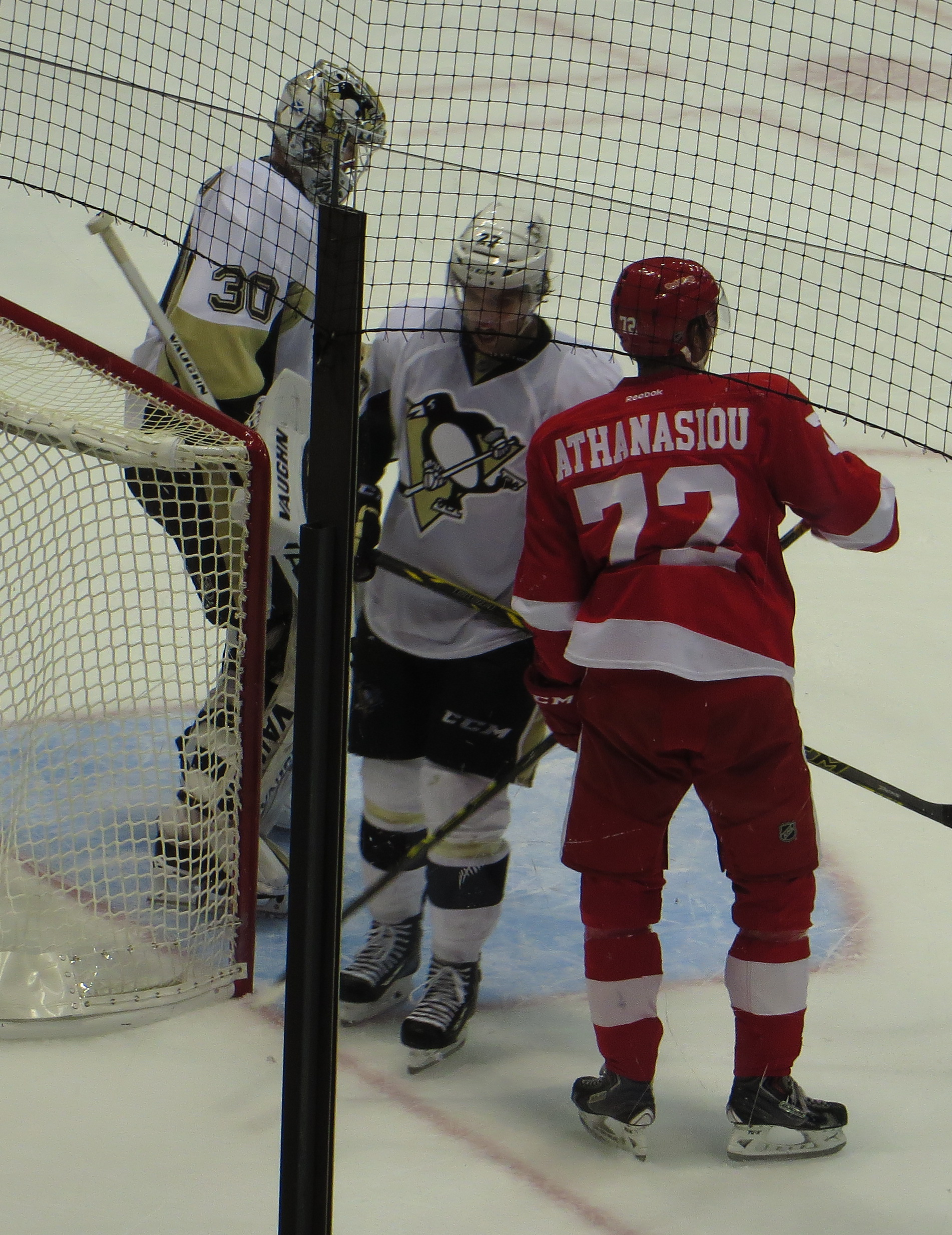
Andreas Athanasiou (Bildmitte) im Trikot der Detroit Red Wings

Nach Ende der OHL-Spielzeit 2013/14 wechselte Athanasiou in die Organisation der Detroit Red Wings, die ihn bereits im November 2013 mit einem Einstiegsvertrag ausgestattet hatten. Die Red Wings schickten ihn erwartungsgemäß zu ihrem Farmteam, den Grand Rapids Griffins, in die American Hockey League (AHL), wo der Angreifer bis zum Ende der Spielzeit seine ersten acht Profi-Einsätze absolvierte. Nachdem er die Saison 2014/15 komplett in der AHL verbracht hatte, wurde er im November 2015 erstmals ins Aufgebot der Red Wings berufen und debütierte in der Folge in der National Hockey League (NHL). Anschließend kam der Angreifer überwiegend bei den Red Wings zum Einsatz und beendete die Spielzeit mit 37 NHL- und 26 AHL-Spielen.
Nach dem Ablauf der Saison 2016/17 konnte sich Athanasiou mit den Red Wings vorerst nicht auf einen neuen Vertrag einigen, sodass er als restricted free agent galt und Gerüchte über einen bevorstehenden Wechsel nach Europa bzw. in die Kontinentale Hockey-Liga laut wurden. Schließlich einigten sich beide Parteien jedoch im Oktober 2017 auf einen neuen Einjahresvertrag, der anschließend um weitere zwei Spielzeiten verlängert wurde.

### Edmonton, Los Angeles und Chicago
Nach sechs Jahren in der Organisation der Red Wings wurde Athanasiou zur Trade Deadline im Februar 2020 samt Ryan Kuffner an die Edmonton Oilers abgegeben. Im Gegenzug erhielt Detroit Sam Gagner sowie je ein Zweitrunden-Wahlrecht für die NHL Entry Drafts 2020 und 2021. In Edmonton beendete er die Spielzeit 2019/20, erhielt jedoch keinen weiterführenden Vertrag, sodass er sich im Dezember 2020 als Free Agent den Los Angeles Kings anschloss. Nach zwei von Verletzungen geprägten Jahren dort wechselte er im Juli 2022, abermals als Free Agent, zu den Chicago Blackhawks.

## Erfolge und Auszeichnungen
- 2011 OHL Second All-Rookie Team
- 2012 Teilnahme am CHL Top Prospects Game
- 2012 J.-Ross-Robertson-Cup-Gewinn mit den London Knights

### International
- 2011 Goldmedaille bei der World U-17 Hockey Challenge
- 2011 Goldmedaille beim Ivan Hlinka Memorial Tournament

## Karrierestatistik
Stand: Ende der Saison 2023/24

### International
Vertrat Kanada bei:
- World U-17 Hockey Challenge 2011
- Ivan Hlinka Memorial Tournament 2011

(Legende zur Spielerstatistik: Sp oder GP = absolvierte Spiele; T oder G = erzielte Tore; V oder A = erzielte Assists; Pkt oder Pts = erzielte Scorerpunkte; SM oder PIM = erhaltene Strafminuten; +/− = Plus/Minus-Bilanz; PP = erzielte Überzahltore; SH = erzielte Unterzahltore; GW = erzielte Siegtore; 1 Play-downs/Relegation; Kursiv: Statistik nicht vollständig)